# Halodiplosis primoveris
Halodiplosis primoveris är en tvåvingeart som först beskrevs av Marikovskij 1953.  Halodiplosis primoveris ingår i släktet Halodiplosis och familjen gallmyggor.
Artens utbredningsområde är Kazakstan. Inga underarter finns listade i Catalogue of Life.